# Fossilworks
Fossilworks är en portal som tillhandahåller möjligheter till att ställa frågor, göra nerladdningar och använda analysverktyg för att underlätta tillgången till Paleobiology Database, en stor relationsdatabas uppbyggd av hundratals paleontologer från hela världen.
Fossilworks är registrerad på dess upphovsman och har ingen definierad ägare. Baserat på internationell rättspraxis, äger enskilda medarbetare upphovsrätten till sina dataposter av bidrag till fossilsamlingen, eftersom de är nya intellektuella verk och inte enbart enkla fakta. Anledningen är att de flesta av fältvärdena inom en given post bygger på bidragsgivarens personliga bedömning och tolkning; mycket få är direkt kopierade från publicerad information.

## Historia
Fossilworks lanserades 2013 av John Alroy och är placerad vid Macquarie University. Den innehåller många av de analys- och datavisualiseringsverktyg som tidigare ingick i Paleobiology Database.
Paleobiology Database är en offentlig databas över paleontologiska data som vem som helst kan använda, som upprätthålls av en internationell icke-statlig grupp paleontologer. Genom Fossilworks kan man utforska data online genom en rutin, som gör det möjligt att filtrera fossila förekomster utifrån tidsepok, förekomst och taxonomi, och visar dess moderna och paleogeografiska platser. Det är också möjligt att ladda ner data till egen dator för att göra egna analyser.
Databasen innehåller just nu (2016): 61 231 referenser, 348 549 taxa, 183 369 fossila objekt, 1 322 450 taxonomiska händelser, samlade genom bidrag från 436 forskare från 166 institutioner i 29 länder.